# Synagoge Altenstadt (Iller)

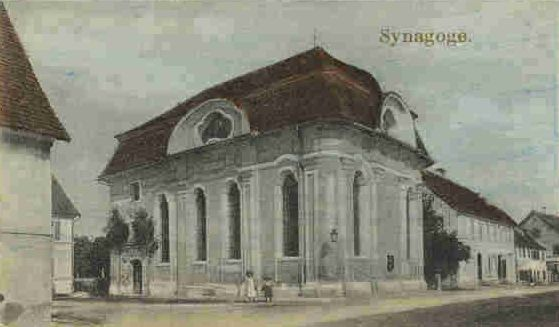
Synagoge in Altenstadt (Ausschnitt aus einer Ansichtskarte)

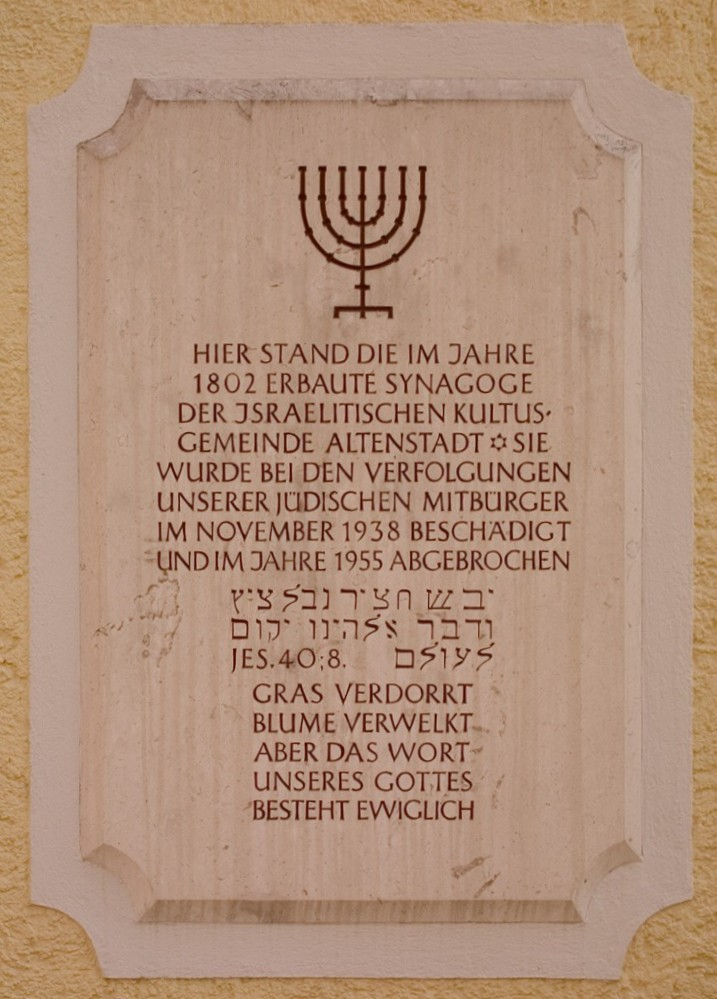
Gedenktafel am früheren Standort der Altenstadter Synagoge

Die Synagoge in Altenstadt (Iller), einer Marktgemeinde im schwäbischen Landkreis Neu-Ulm in Bayern, wurde 1802/03 erbaut.

## Geschichte
Die erste Synagoge der Jüdischen Gemeinde Altenstadt wurde 1719 erbaut. Die neue Synagoge wurde 1802/03 auf dem heutigen Grundstück Memminger Straße 47 nach Plänen des Baumeisters Johann Nepomuk Salzgeber aus Buch errichtet. Das längsrechteckige Synagogengebäude wurde nach dem Vorbild der 1781 erbauten Ichenhausener Synagoge geschaffen. 
Beim Novemberpogrom 1938 wurde die Synagoge demoliert, die Inneneinrichtung und die Kultgegenstände wurden verbrannt. 
Das Synagogengebäude wurde danach unterschiedlich genutzt. Im Jahr 1955 wurde es abgebrochen. Auf dem Grundstück wurde ein Geschäfts- und Wohnhaus erbaut.

## Gedenken
Seit 1984 erinnert eine Gedenktafel mit folgender Inschrift an die Synagoge: „Hier stand die im Jahre 1802 erbaute Synagoge der israelitischen Kultusgemeinde Altenstadt. Sie wurde bei den Verfolgungen unserer jüdischen Mitbürger im November 1938 beschädigt und im Jahre 1955 abgebrochen. Gras verdorrt. Blume verwelkt. Aber das Wort unseres Gottes besteht ewiglich“. 